# Estación de Sopela
Sopela es una estación del Metro de Bilbao en superficie, situada en el término municipal de Sopelana y fue inaugurada el 11 de noviembre de 1995. Desde el 6 de abril de 2015 hasta el 10 de abril de 2017 fue la estación cabecera de la línea 1, debido a que las estaciones de Urdúliz y Plentzia estaban fuera de servicio por obras. Originariamente se llamó Sopelana pero tras un cambió en el nombre del municipio, de Sopelana a Sopela, en febrero de 2014 el metro cambió el nombre a Sopela.
Se accede a la estación por medio de escaleras y rampas. En el interior, se puede acceder a los andenes en ascensor. Tiene dos andenes y dos vías, y el cambio de andenes se hace por debajo de las vías.

## Accesos
- C/ Zubigane, 3
- C/ Lizarre, 15
- Dentro de la estación